# Holly Flanders
Holly Beth Flanders-Schlopy, ameriška alpska smučarka, * 26. december 1957, Arlington, Massachusetts, ZDA.
V dveh nastopih na olimpijskih igrah je najboljšo uvrstitev dosegla leta 1980 s štirinajstim mestom v smuku. Na Svetovnem prvenstvu 1982 je bila v isti disciplini deveta. V svetovnem pokalu je tekmovala osem sezon med letoma 1979 in 1986 ter dosegla tri zmage in še tri uvrstitve na stopničke, vse v smuku. V skupnem seštevku svetovnega pokala je bila najvišje na dvanajstem mestu leta 1982, ko je bila tudi druga v smukaškem seštevku.
Njen nečak je alpski smučar Erik Schlopy.